# Лугохутор
Лугохутор (рос. Лугохутор) — село у Анучинському районі Приморському краю Російської Федерації.
Муніципальне утворення — Анучинський муніципальний округ. Населення становить 64 особи.

## Історія
Згідно із законом від 6 грудня 2004 року № 177-КЗ у 2004—2019 роках муніципальним утворенням було Гражданське сільське поселення.

## Населення
| 2001 | 2002 | 2010 |
| ---- | ---- | ---- |
| 113  | ↘72  | ↘64  |